# Emona (Ljubljana)
Pour les articles homonymes, voir Emona.
Emona ou Aemona est une ville romaine située dans la Slovénie actuelle, sur le site de la capitale du pays, Ljubljana.

## Histoire

### Le site avant Emona
Les zones marécageuses à proximité du site ont été occupées dès le début du IIe millénaire avant J.-C. par des populations qui y ont établi des habitats palafittiques (cité lacustre) et vivaient principalement de pêche et de chasse, par exemple près d'Ig. Dans la deuxième moitié du Ier millénaire av. J.-C., la région a été occupée par les Vénètes, les Iapodes illyriens, puis, à partir du IIIe siècle av. J.-C., par les Celtes Taurisques.

### Position géostratégique du site
La haute vallée de la Ljubljanica entre Nauportus et Emona, en connexion avec les vallées de la Save et du Danube, est depuis la préhistoire un point de passage obligé entre l'Europe danubienne et la péninsule italienne. Elle est une étape sur le principal itinéraire de la route de l'ambre entre la mer Baltique et la mer Adriatique. Elle est aussi sur la route la plus commode pour passer par voie de terre de la péninsule balkanique à la péninsule italienne et vice-versa.
Cette position a été pour Emona tantôt un atout, tantôt une fragilité : atout lorsque les Romains fondent et développent la ville pour accompagner leur expansion vers le nord-est et, en temps de paix, lorsqu'elle est au centre d'importants échanges commerciaux ; fragilité lorsqu'elle est la voie privilégiée d'invasions en direction de l'Italie, ce qui conduira finalement la ville romaine à sa perte.

### Fondation mythique d'Emona

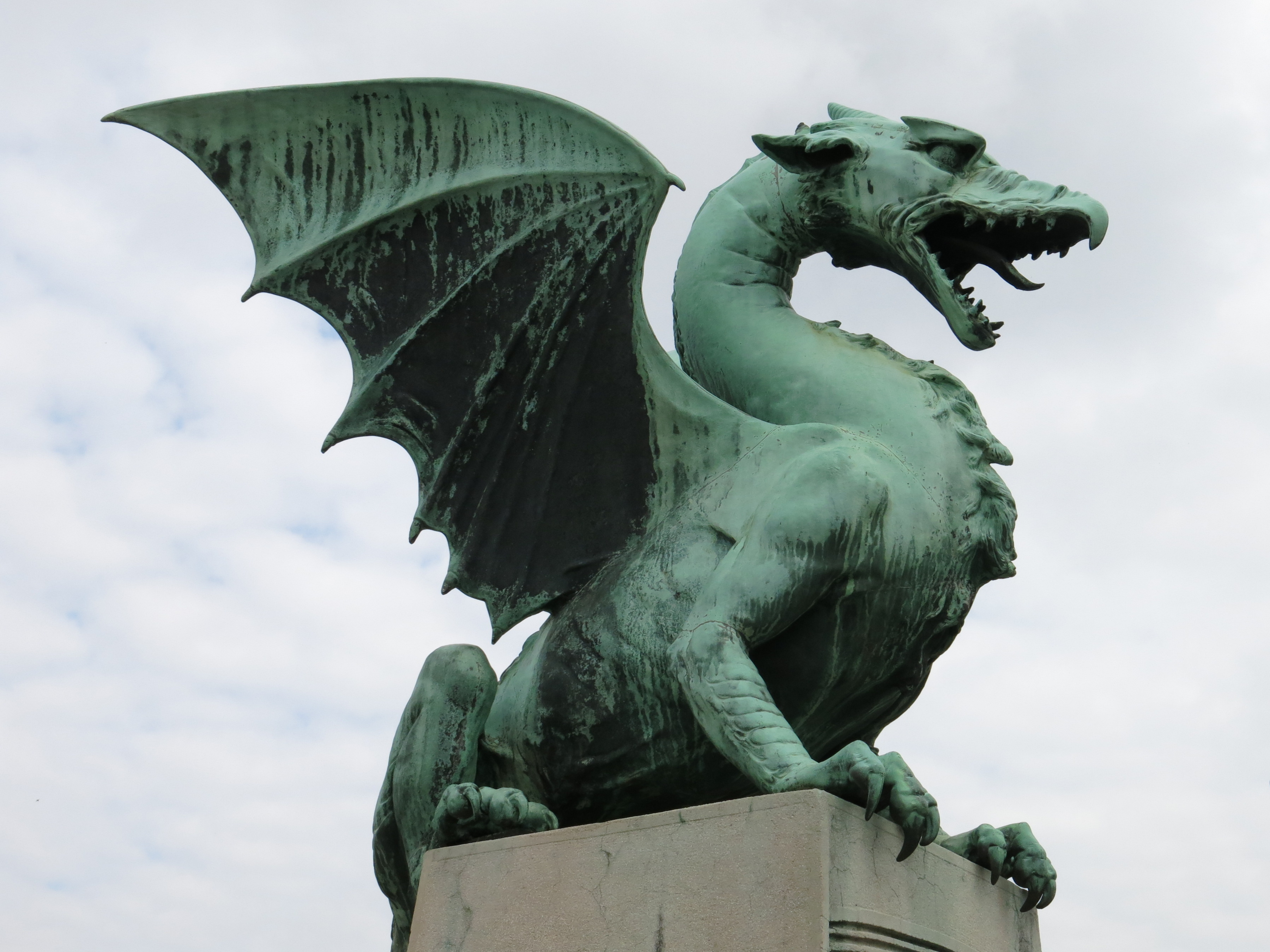
L'un des dragons gardant le pont des Dragons de Ljubljana.

La fondation d'Emona est associée dans la mythologie grecque au mythe des Argonautes et à la version de leur retour de Colchide que l'on trouve chez Apollonius de Rhodes (chant IV), chez Diodore de Sicile et chez Zosime (V, 29, 2-3), version qui leur fait, avec diverses variantes, rejoindre l'Adriatique à partir de l'Istros (Danube).
Sozomène, historien chrétien du Ve siècle, déclare qu’Emona a été fondée par les Argonautes ; la même version est donnée dans la deuxième moitié du Ve siècle par Zosime. De nombreux érudits locaux du XVIe et XVIIe siècles, comme Janez Ludvik Schönleben, ont adopté cette tradition en la tenant pour historique et ont contribué à l’enraciner dans le récit national de la Slovénie et l’imaginaire de la ville.
Selon Janez Vajkard Valvasor, auteur de La Gloire du duché de Carniole, mort en 1693, Jason tua un dragon dans les marais proches de Ljubljana (Ljubljansko Barje). Le souvenir de ce dragon se retrouve dans les armes de la ville et sur le pont des Dragons.

### La ville romaine

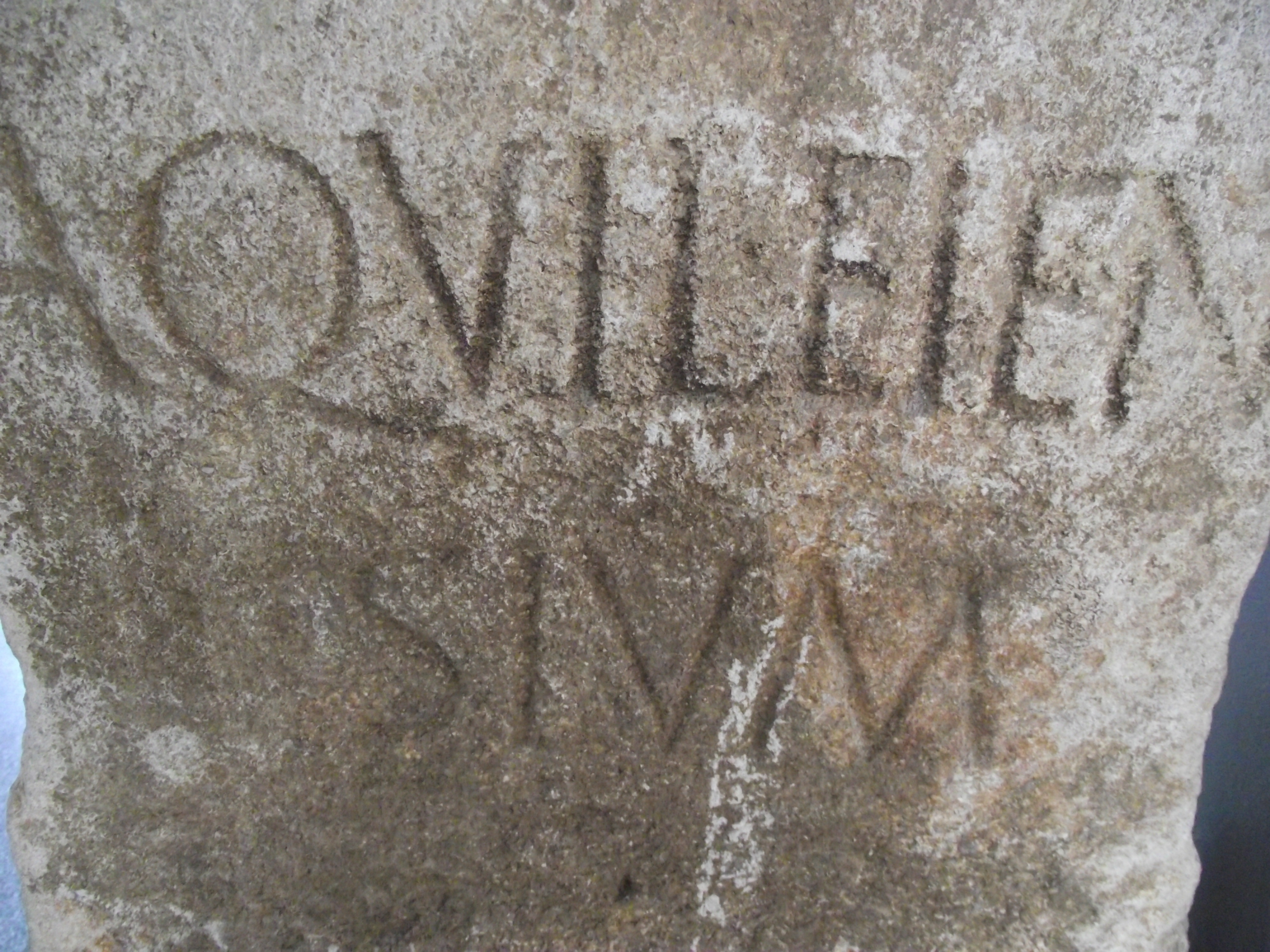
Borne frontière entre le territoire d'Aquilée (ici) et celui d'Emona. Lapidarium du Musée national de Slovénie.

Dans les premières années du Ier siècle, les Romains fondent sur la rive gauche de la rivière Ljubljanica la colonie de Julia Emona. Cette fondation, qui succède à un camp romain établi une cinquantaine d'années plus tôt, est en rapport avec la conquête et la pacification de la région à l'époque d'Auguste. La rivière, qui était navigable, était une importante voie de communication entre l'Adriatique et les régions danubiennes.
On a longtemps pensé qu'Emona et son territoire n'ont fait partie de l'Italie romaine (Regio X Venetia et Histria) que tardivement (deuxième moitié du IIe siècle) et qu'antérieurement ils dépendaient de la province d'Illyrie, puis de celle de Pannonie ; on sait aujourd'hui, à partir d'une découverte récente, qu'Emona a fait partie de la Regio X dès l'origine.
En 452, la ville est détruite par les Huns, menés par Attila. Une part importante des survivants abandonnent le site et reconstruisent leur ville, une nouvelle Aemona, sur la côte de l'Istrie.

### Voies de communication
Emona est un nœud routier important. Vers l'ouest part la voie qui relie Emona à l'Italie ; à Nauportus, une route (peut-être la via Gemina) mène à Aquilée par le col d’Ad Pirum et une autre se dirige vers Tergeste et l'Istrie par les cols de Postojna et de Razdrto. Vers le nord-est, une route conduit par le col d’Atrans vers Celeia, Poetovio et le Danube, tandis qu'une autre, au sud-est, va vers Neviodunum et Siscia (Sisak).

### Siège d'un évêché
À l'époque chrétienne, Emona devient le siège d'un évêché. L'évêque Maximus est attesté comme participant au concile d'Aquilée de 381, qui a condamné deux évêques ariens des provinces danubiennes. Après la destruction de la ville, le siège épiscopal est transféré dans la nouvelle Aemona, aujourd'hui Novigrad (Cittanova, à l'époque vénitienne), en Istrie. En 1828, la décision de supprimer le diocèse est prise par le pape Léon XII avec effet à la mort du dernier évêque ; en 1831, son territoire est donc réuni au diocèse de Trieste et Capodistria. Aemona est actuellement un siège titulaire de l'Église catholique.

## Toponymie
Le nom de la ville est cité par Pline l'Ancien (Nat. hist., III, 147 : Aemona), Ptolémée (Geogr., II, 14, 5 : ῎Ημωνα), l'Itinéraire d'Antonin (Hemona) et de nombreuses inscriptions. Il est généralement considéré comme d'origine illyrienne.

## Localisation

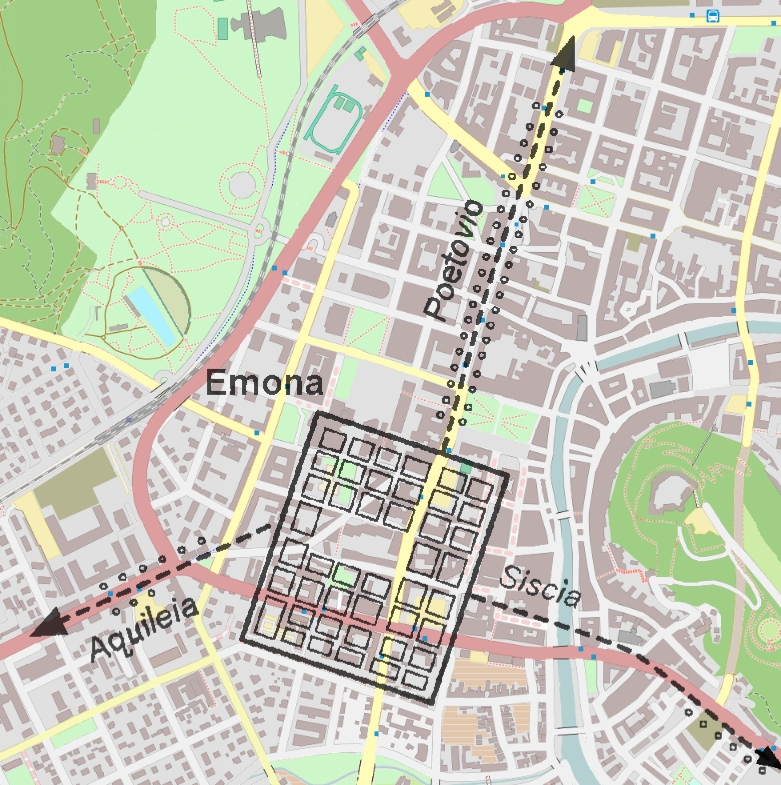
Situation d'Emona sur le plan de Ljubljana.

La ville romaine, rectangulaire et construite selon le plan traditionnel des villes romaines, se trouvait sur la rive gauche de la Ljubljanica, en face de la colline qui, sur la rive droite, porte le château de Ljubljana.

## Site archéologique
Les vestiges de la ville antique restés en place comprennent notamment :
- une partie des murailles (principalement le long de la rue Mirje[9]).
- des fondations de bâtiments :
  - un parc archéologique a été créé dans le quartier de Mirje pour conserver les vestiges de la « Maison d'Emona » (Emonska hiša), maison du Ier siècle d'une superficie de 500 m2 qui présente, autour d'une cour centrale, une cuisine, une pièce avec système de chauffage (hypocauste) pour l'hiver, une pièce avec mosaïque.
  - un ensemble paléochrétien a été conservé dans un autre parc archéologique au sud de l'avenue Erjavčeva ; on peut y voir un baptistère rectangulaire du Ve siècle avec une piscine baptismale ; il est pavé d'une mosaïque multicolore, où l'on peut lire les noms des donateurs.
- des vestiges des égouts et canaux de drainage, sous les voies d'orientation ouest-est[10].

Des fouilles systématiques qui ont eu lieu à partir du début du XXe siècle ont permis d'étudier les zones d'habitation et de commerce (insulae) et des nécropoles aux portes de la ville, comme celle du secteur de l'avenue de Slovénie (Slovenska cesta, artère principale de la ville moderne, à la sortie nord de la ville antique), qui a été soigneusement fouillée dans les années 1960.

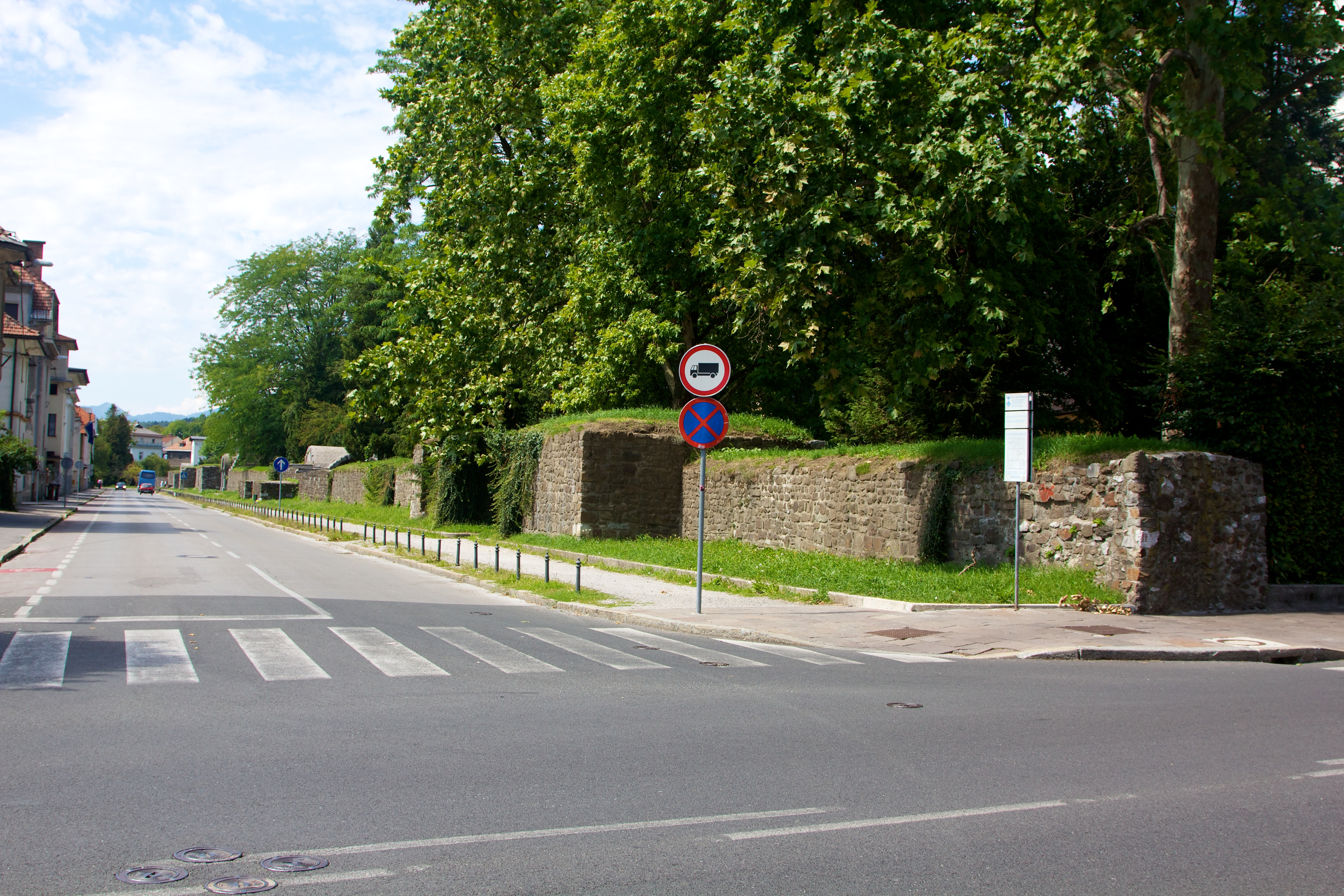
Murailles de la ville romaine, rue Mirje.
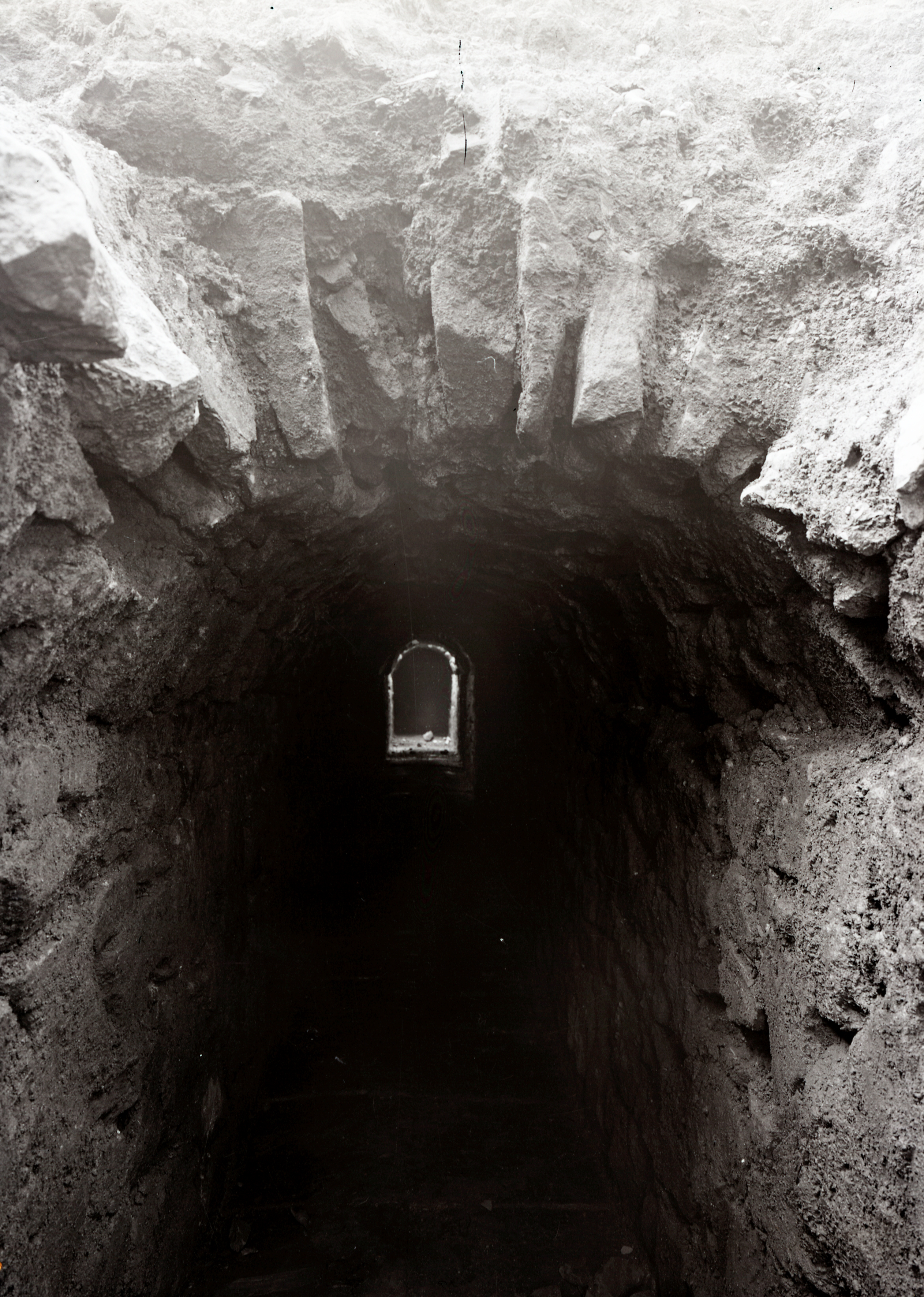
Égout.
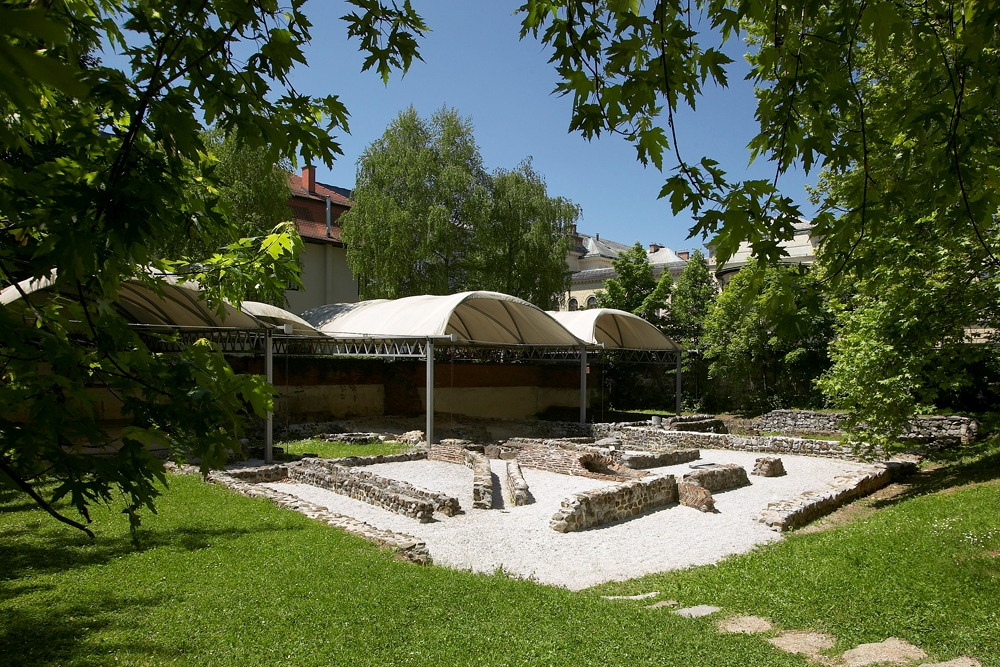
Parc archéologique paléochrétien.
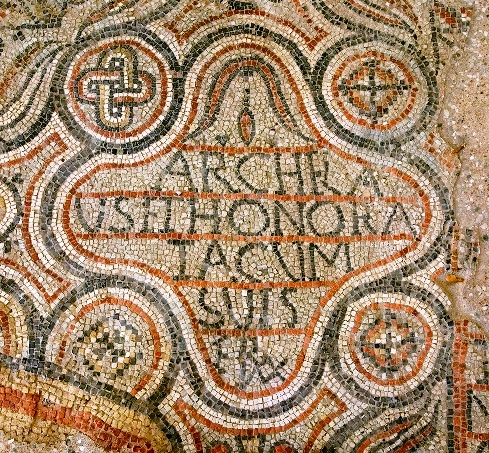
Mosaïque du baptistère du Ve siècle, avec noms de donateurs.
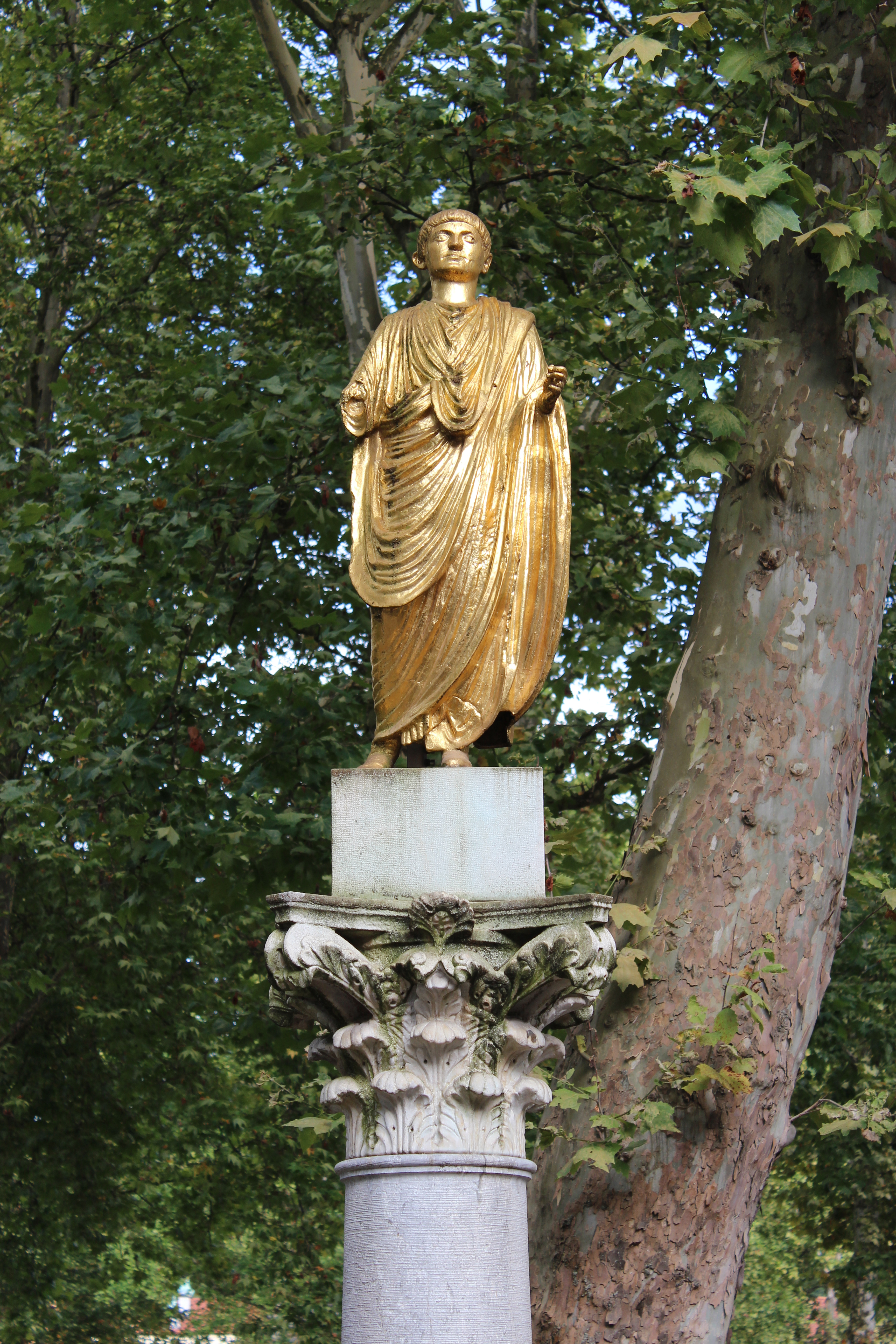
Réplique de la statue du Citoyen d'Emona installée sur la place du Congrès

Les objets découverts dans les fouilles sont conservés principalement au Musée de la ville de Ljubljana (Mestni muzej Ljubljana) ainsi qu'au Musée national de Slovénie (Narodni muzej Slovenije).